# Pic de Strickland
Leuconotopicus stricklandi
Espèce
Statut de conservation UICN

 LC  : Préoccupation mineure
Le Pic de Strickland (Leuconotopicus stricklandi) ou Pic à dos brun est une espèce d'oiseaux de la famille des Picidae, endémique de l'est de la cordillère Néovolcanique (Mexique) : de l'État de Michoacán au Veracruz.
Autrefois considéré comme sous-espèce du Pic d'Arizona (Picoides arizonae stricklandi, Hargitt, 1886), elle fut admise comme espèce à part entière en 2006 par l'AOU.
Le nom scientifique et le nom français normalisé de cette espèce commémore l'ornithologue britannique Hugh Edwin Strickland.